# 마르코폴로 SA
마르코폴로 SA(포르투갈어: Marcopolo S.A.)는 브라질의 자동차 메이커이다.

## 개요
1949년에 창립된 버스 제조 기업으로 도시형버스, 마이크로버스, 고속버스를 생산하고 있다. 또한 국제 사업부의 경우 대형버스부터 도시형버스, 마이크로버스까지 다양한 차종을 생산하고 있다. 현재 브라질에서 생산되는 버스의 절반 이상을 생산하고 60개 국가를 수출하고 있다.
브라질 국내 공장 뿐만 아니라 아르헨티나, 콜롬비아, 멕시코, 포르투갈, 남아프리카 공화국, 러시아에 공장을 두고 있다. 또한 자사의 기술도 중국에 수출하고 있다. 2008년에 인도 시장에 진출하면서 타타자동차와 합작으로 타타 마르코폴로를 설립했다.
독일의 폭스바겐 브라질 현지 기업인 폭스바겐 두 브라질 회사와 제휴할 뿐만 아니라 폭스바겐, 스카니아, 볼보 버스 부품을 사용하면서 버스를 판매하고 있다.

## 사진

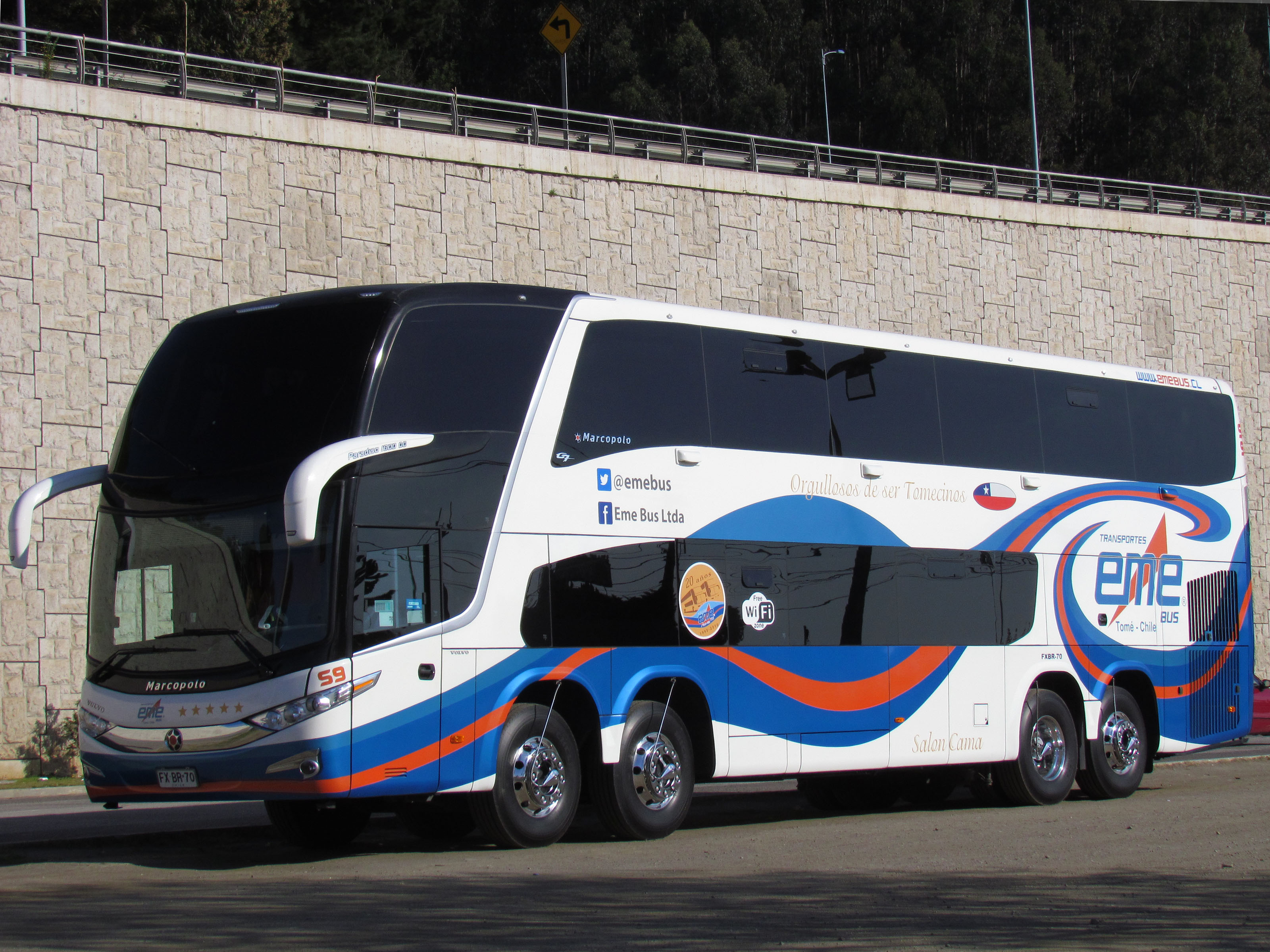
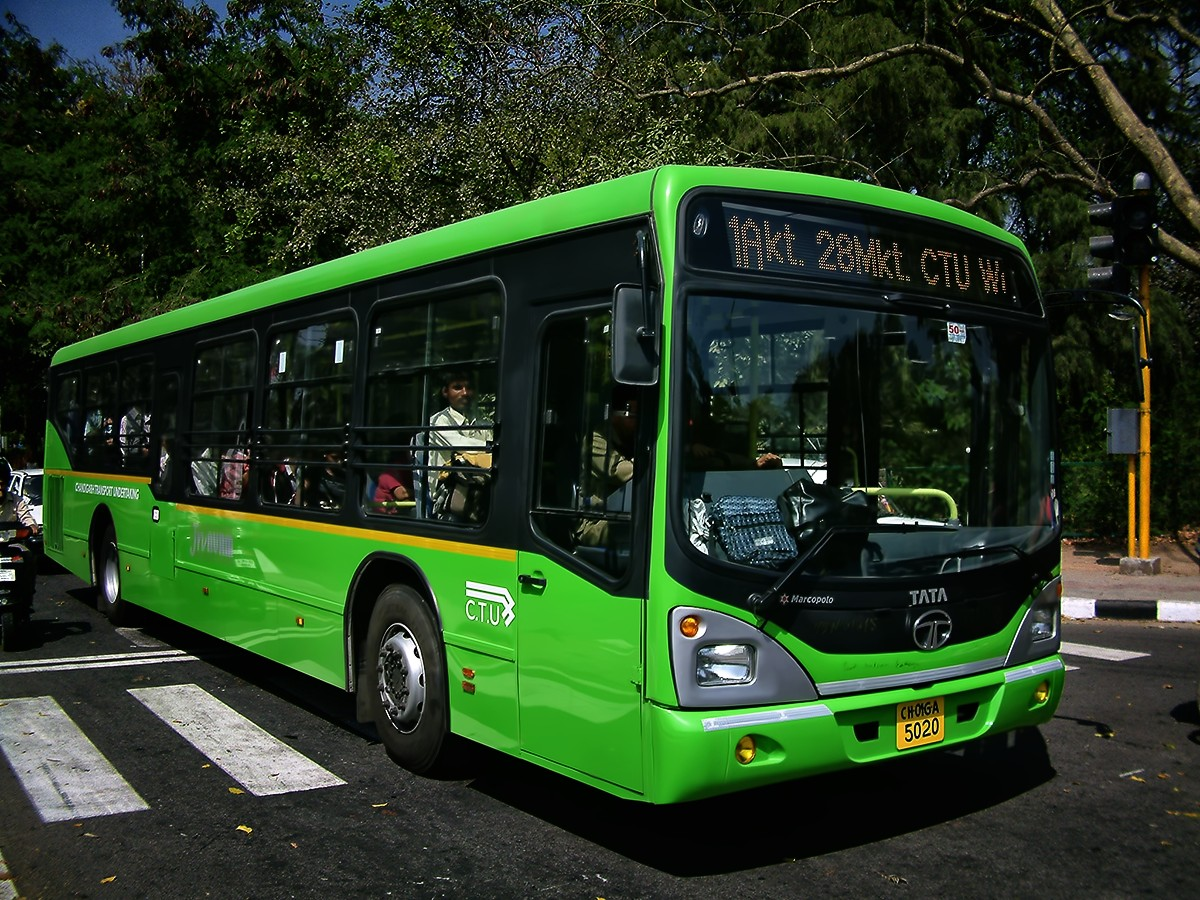
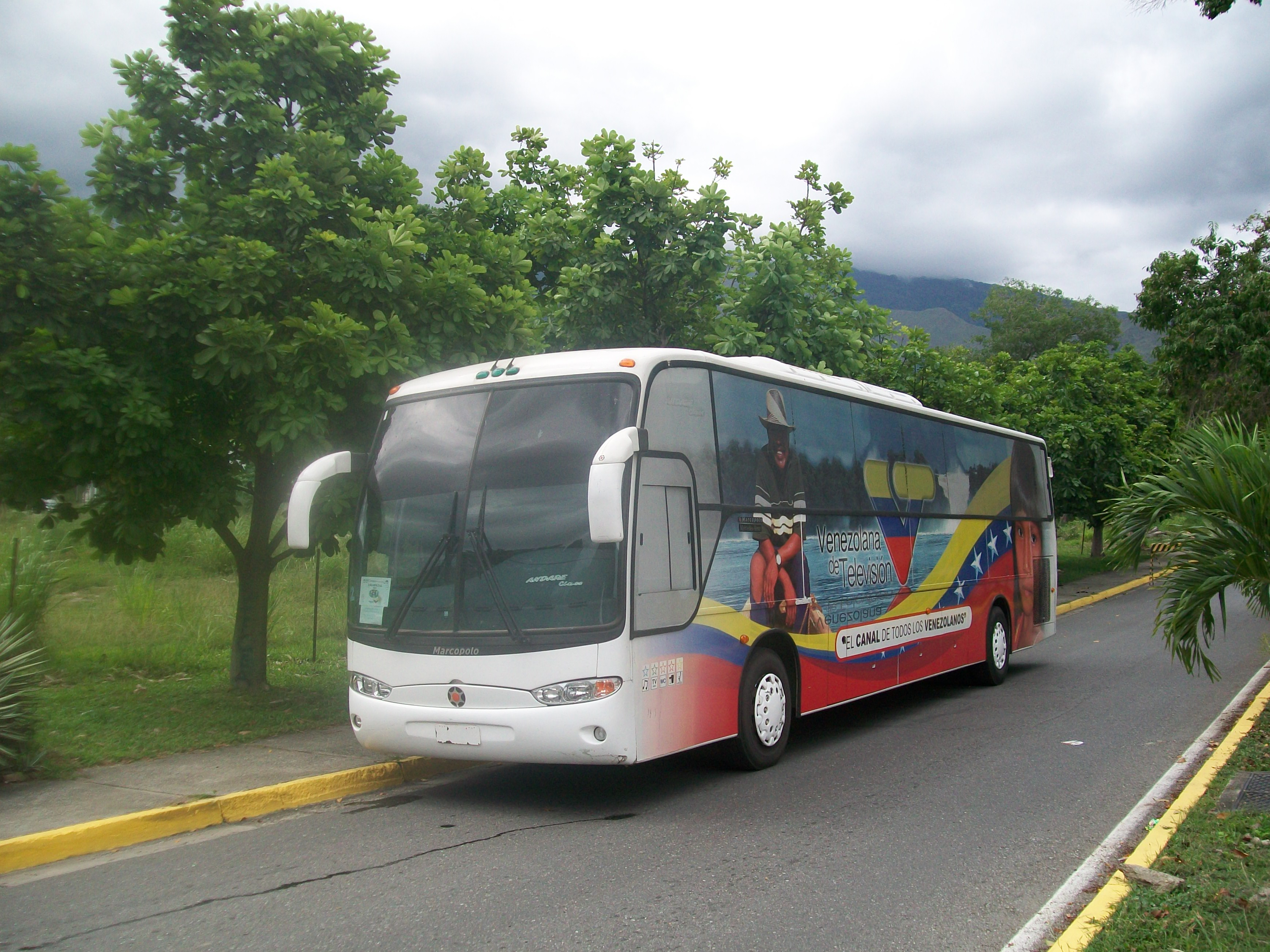
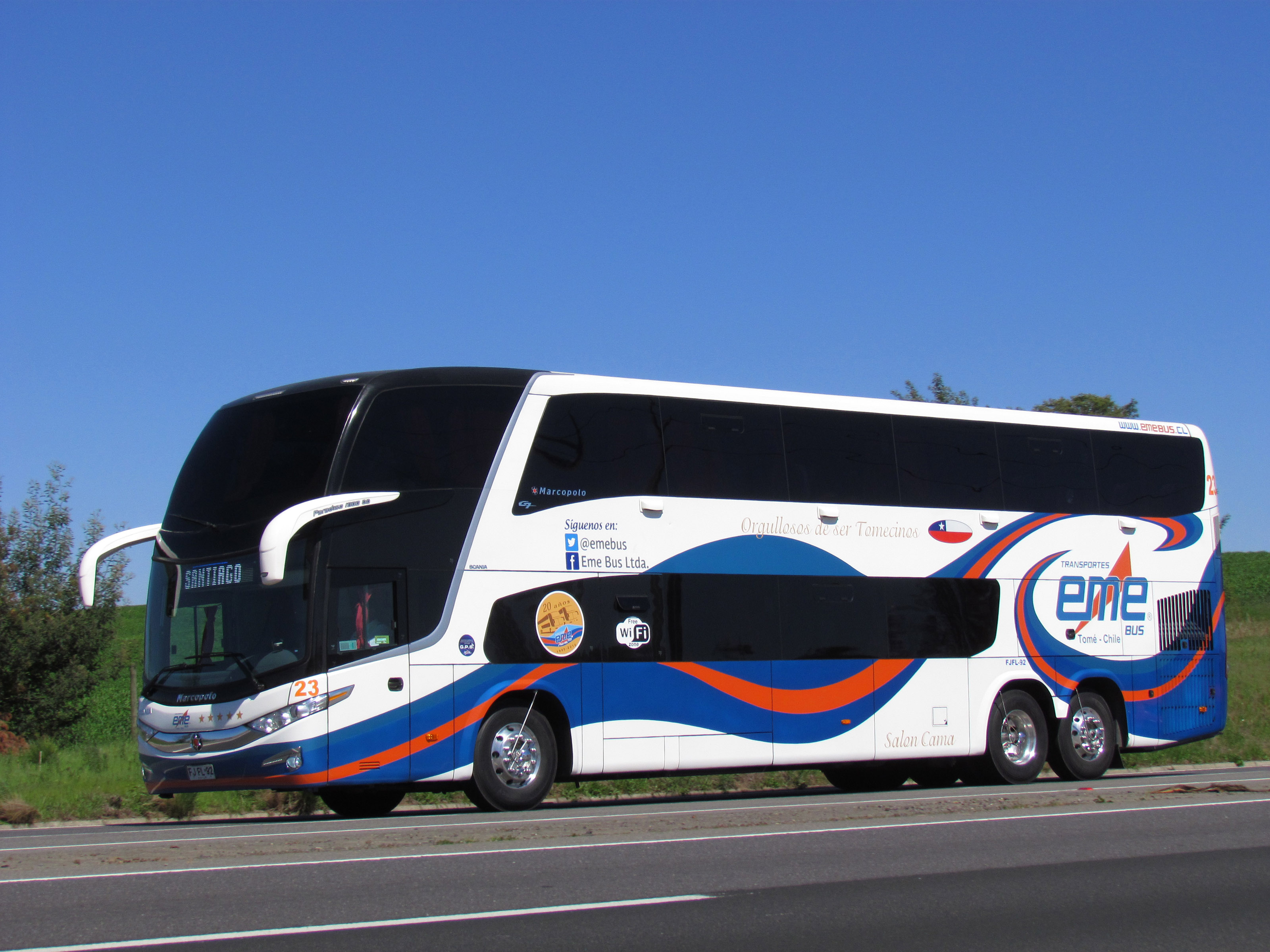
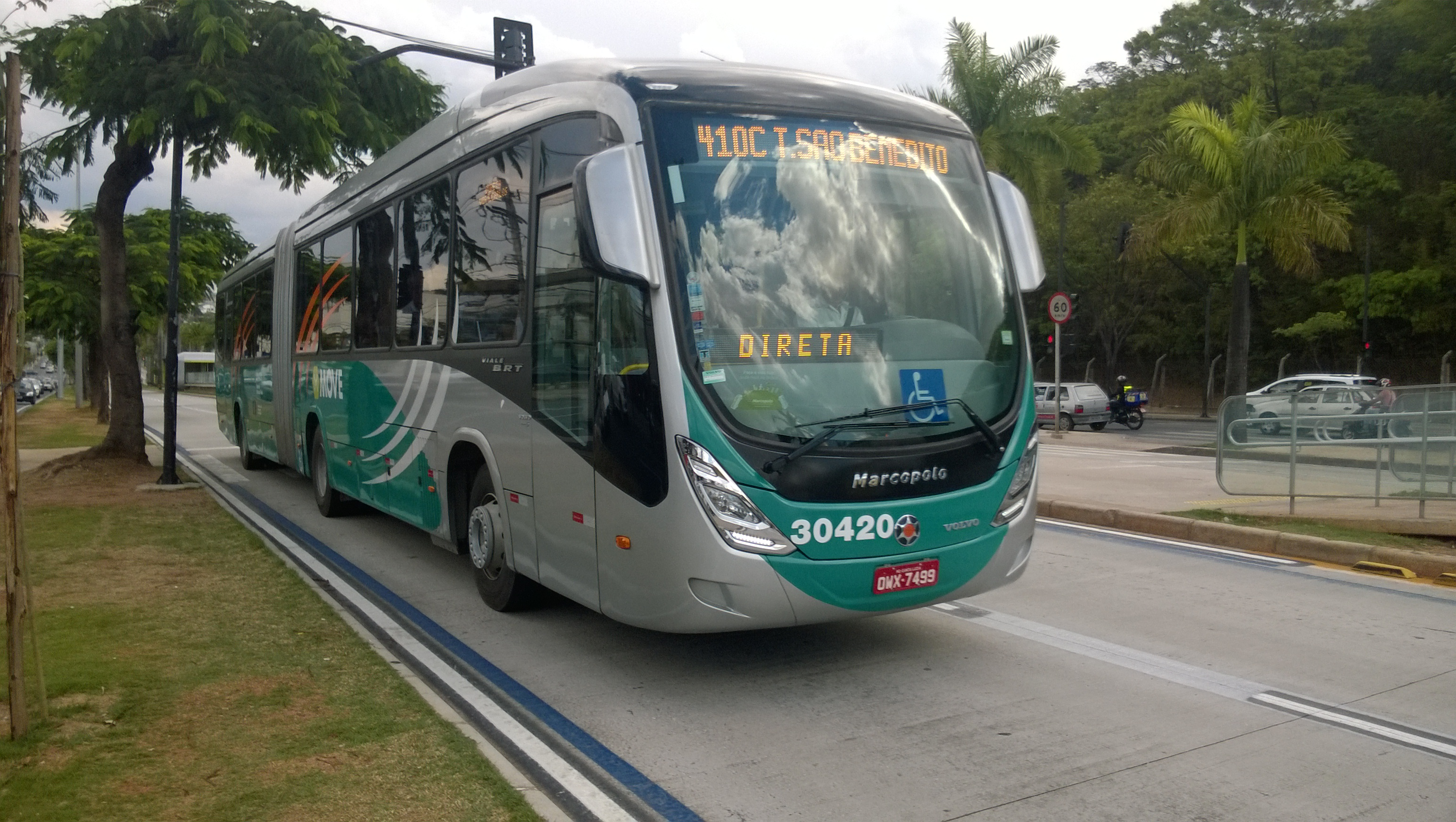
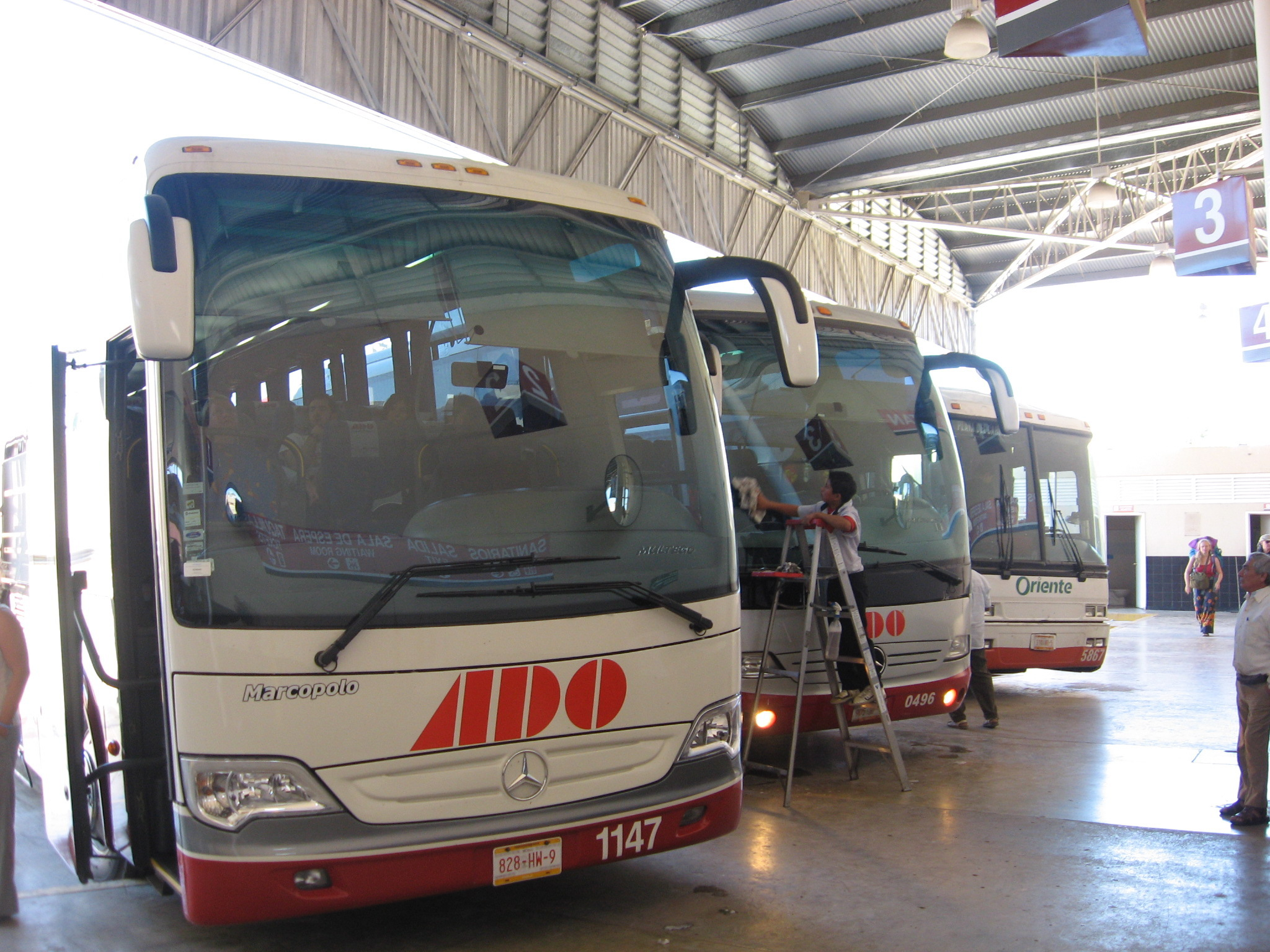
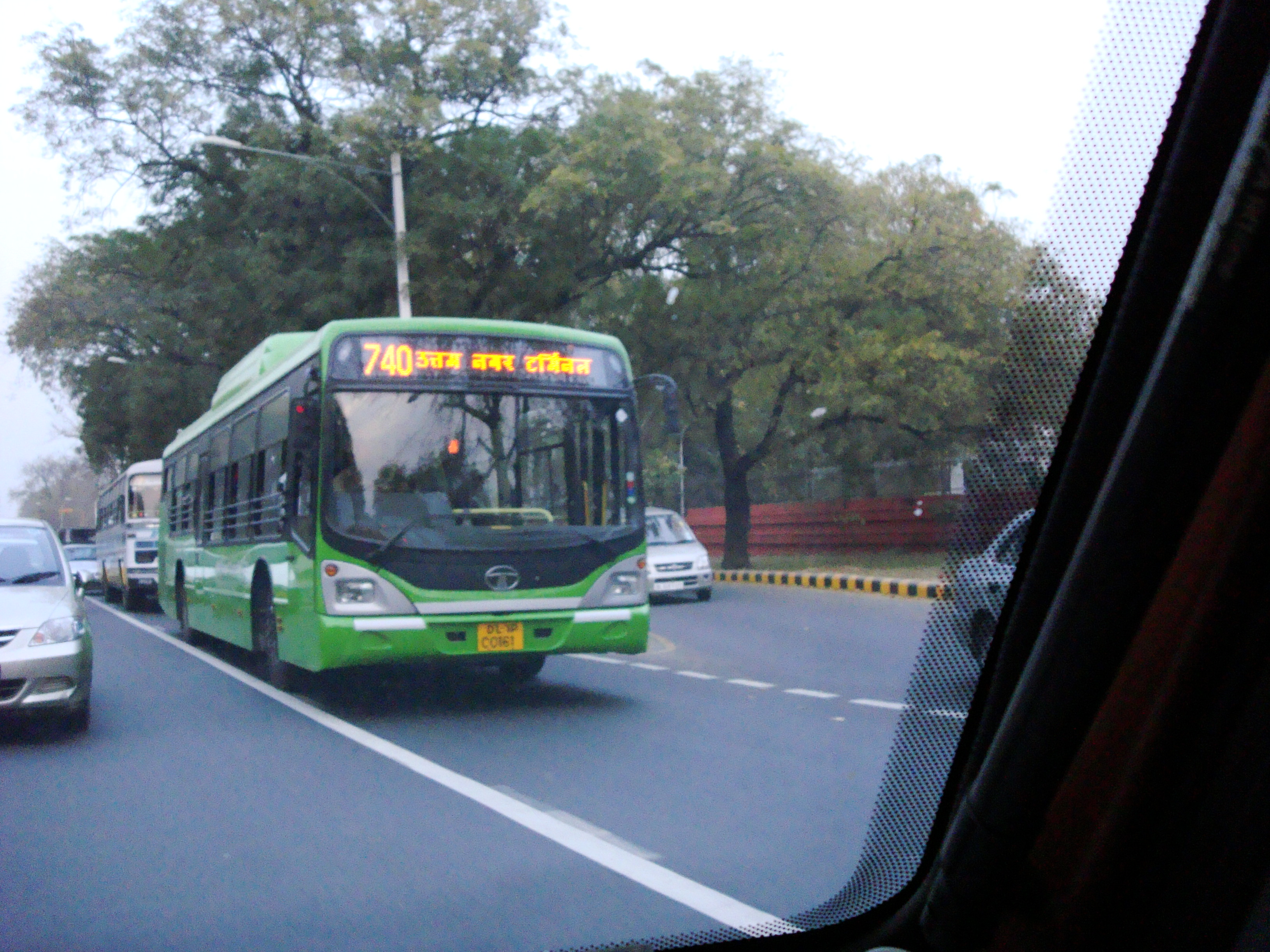
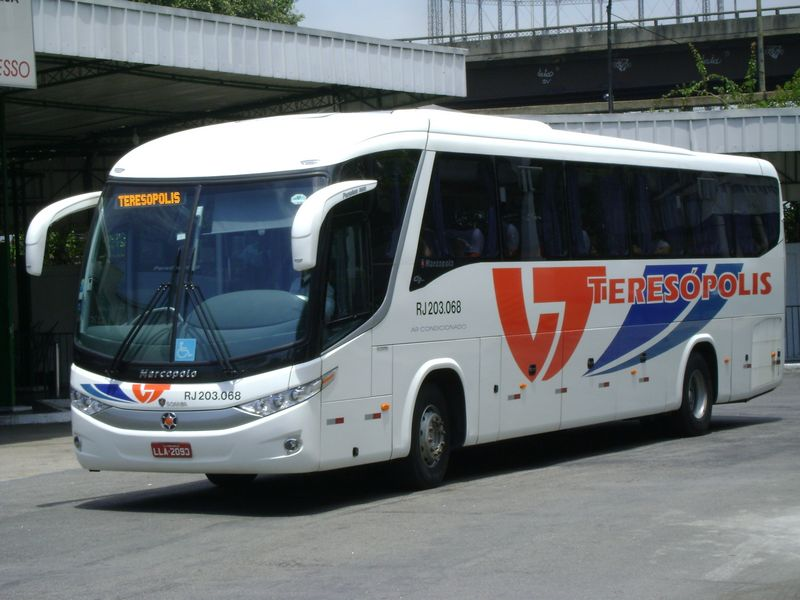
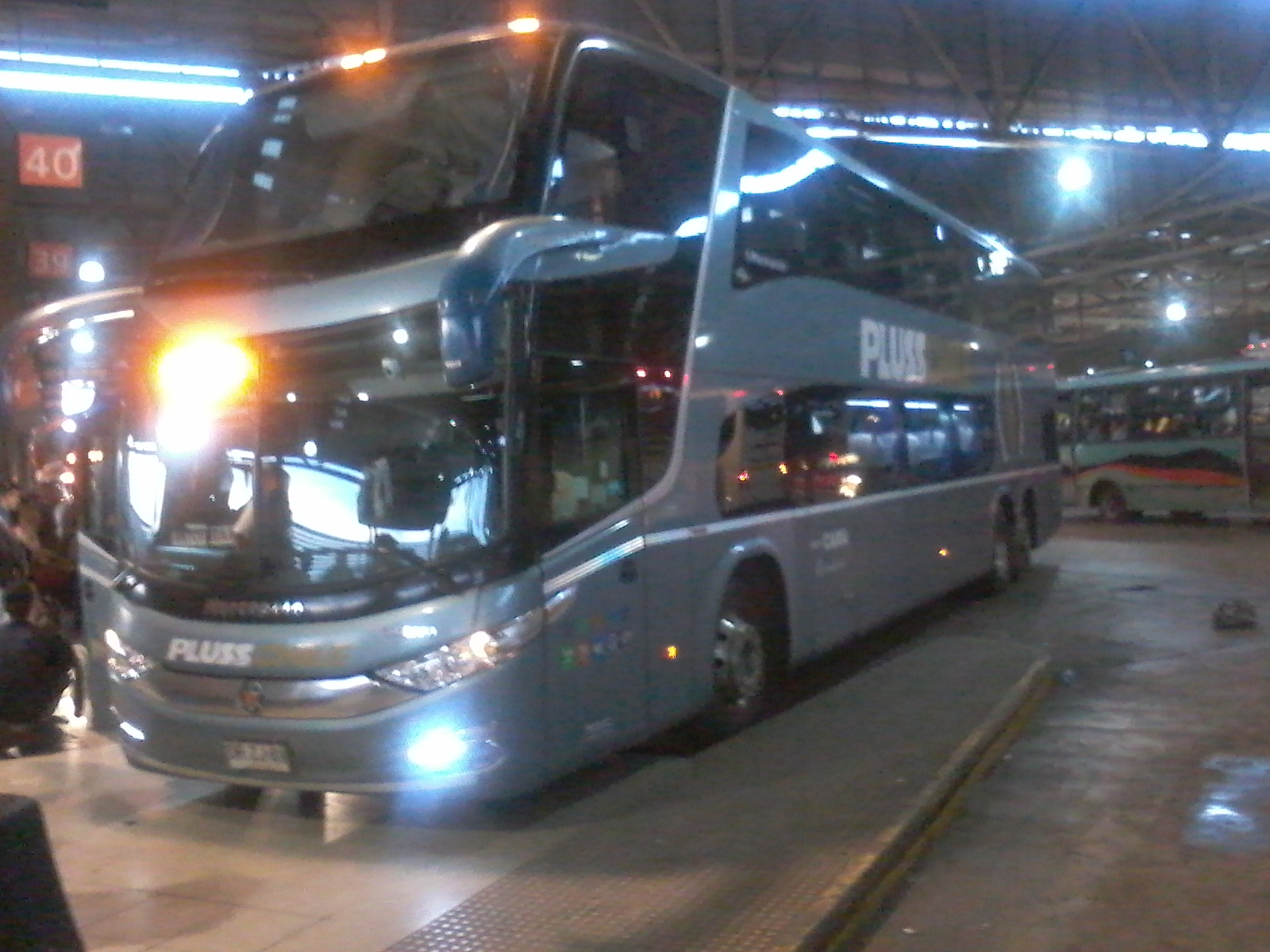

## 생산 차종

### 현재 생산차종
코치 버스
- 이데알레 770
- 알레그로
- 안다르 시리즈
- 비아기오 시리즈
- 파라디소 시리즈
- 무테고

도시형 버스
- 비알레 시리즈
- 토리노
- 복서

중형 버스
- 이데알레 600
- 시니어
- 탬플 (콜롬비아에서 판매)

소형 버스
- 프라텔로
- 리스토 (콜롬비아에서 판매)
- 비치노